# Dušan Biber
Dušan Biber (Ljubljana, 25. svibnja 1926. - Ljubljana, 8. veljače 2020.), bio je sudionik narodnooslobodilačke borbe, slovenski (jugoslavenski) povijesničar i publicist.

## Djetinjstvo i mladost
Rođen je 25.5.1924., u obitelji Josipa i Vide Biber (rođene Perhavc), u Ljubljani. Otac mu je bio bankovni činovnik, a majka učiteljica povijesti. U Ljubljani je pohađao pučku (osnovnu) školu i klasičnu gimnaziju.

## Drugi svjetski rat
Početak Drugoga svjetskog rata, okupaciju Jugoslavije i podjelu Slovenije na talijansku i njemačku okupacijsku zonu, zatječu ga kao gimnazijalca, te se već 1941. godine pridružuje narodnooslobodilačkom pokretu, zbog čega ga talijanske okupacijske vlasti, 1942. na 1943., uhićuju i kao maloljetnika interniraju u koncentracijski logor Gonars, logor za Slovence iz Ljubljanske pokrajine, gdje ostaje pritvoren sve do kapitulacije fašističke Italije u rujnu 1943., kada se priključuje NOV-u.
Tijekom rata je sudjelovao u borbama u Dalmaciji, Primorju i Prekomurju, te je bio ratni dopisnik i propagandist u više brigada te u bazi Glavnog stožera NOV-a i POJ-a u Biogradu na Moru.

## Karijera u socijalističkoj Jugoslaviji
Nakon završetka Drugoga svjetskog rata, u razdoblju od 1945. do 1949., radio je u Ljubljani, kao reporter, novinar potom i urednik u novinama Kmečki glas i Ljudska prava.
Nakon rezolucije Informbiroa 1948., bio je uhićen i pritvoren, ali je 1954. rehabilitiran, potom upisuje studij povijesti na Filozofskom fakultetu Sveučilišta u Ljubljani, na kojem je 1957. diplomirao, a 1964. doktorirao pod mentorstvom prof. dr. sc. Metoda Mikuža, tema doktorske disertacije mu je bila pod naslovom „Njemačka nacionalna manjina u staroj Jugoslaviji s posebnim osvrtom na nacističko gibanje“ (slo. Nemška narodnostna manjšina v stari Jugoslaviji s posebnim ozirom na nacistično gibanje).
Sljedeće, 1958., zaposlio se na Institutu za društvene nauke u Beogradu, gdje istražuje suvremenu povijest, da bi 1974., bio izabran za znanstvenog suradnika na Institutu za povijest radničkog pokreta (slo. Inštitutu za zgodovino delavskega gibanja) u Ljubljani, gdje ostaje do odlaska u mirovinu.
Istaknuo se kao jedan od rijetkih jugoslavenskih (slovenskih) stručnjaka i poznavatelja diplomatske povijesti, s posebnim osvrtom na britansko – jugoslavenske odnose, što su mu omogućila sredstva  UNESCO-ove i Fordove stipendije, pomoću kojih je znanstvenim pristupom obradio arhivsko gradivo u Njemačkoj, Švicarskoj, Ujedinjenom Kraljevstvu i Sjedinjenim Državama.
Od 1984. do 1991. bio je predsjednik Jugoslavenskog odbora za povijest Drugoga svjetskog rata, te potpredsjednik Međunarodnog odbora za povijest Drugoga svjetskog rata.
Njegovo najznačajnije djelo je zbirka dokumenata, pod naslovom, „Tito – Churchill; strogo tajno“ iz 1981.,   suizdavači, nakladnik Globus iz Zagreba i Arhiv Jugoslavije u Beogradu. 

## Kraj karijere i smrt
Umro je u Ljubljani, 8. veljače 2020., u devedeset i četvrtoj godini života.

## Djela
- Tito - Churchill: strogo tajno, Zagreb, Beograd, 1981.
- Konec druge svetovne vojne v Jugoslaviji, Ljubljana, 1986.